# Kyawswa de Pagã
Kyawswa (em birmanês: ကျော်စွา, my; 2 de agosto de 1260 – 10 de maio de 1299) foi rei da dinastia Pagã de Burma (Mianmar) de 1289 a 1297. Filho do último rei soberano de Pagan Narathihapate, Kyawswa foi um dos muitos "reis" que emergiram após o colapso do Império Pagã em 1287. Embora ainda intitulado como Rei de Pagan, o domínio efetivo de Kyawswa limitava-se apenas à área ao redor da cidade de Pagan. Sentindo-se ameaçado pelos três irmãos de Myinsaing, que eram nominalmente seus vice-reis, Kyawswa decidiu tornar-se vassalo da dinastia Yuan e recebeu tal reconhecimento dos Yuan em março de 1297. Foi deposto pelos irmãos em dezembro de 1297 e morto, juntamente com seu filho Theingapati, em 10 de maio de 1299.

## Primeiros anos
Kyawswa era filho do rei Narathihapate e da rainha Shin Hpa. Nasceu em 2 de agosto de 1260. A tabela abaixo lista as datas fornecidas pelas quatro principais crônicas.
| Crônicas                       | Nascimento–Morte | Idade | Reinado   | Duração do reinado |
| ------------------------------ | ---------------- | ----- | --------- | ------------------ |
| Zatadawbon Yazawin             | 1261–1300        | 39    | 1287–1300 | 13                 |
| Maha Yazawin                   | 1254–1301        | 47    | 1286–1300 | 14                 |
| Yazawin Thit e Hmannan Yazawin | 1259–1298        | 39    | 1286–1298 | 12                 |

## Reinado
Kyawswa era governador de Dala (atual Twante) em 1285 quando seu pai, o rei Narathihapate, fugiu para a Baixa Burma devido a uma iminente invasão mongol. Mas em 1287, o rei foi assassinado por seu segundo filho Thihathu, vice-rei de Prome. Thihathu também matou seu irmão mais velho antes de ele próprio ser morto acidentalmente.

### Governante de Pagan (1289–1297)
Após a morte de Narathihapate, o Império Pagan entrou em colapso e seguiu-se um período de interregno. Kyawswa, que até então havia sido governador de Dala, um porto importante agora parte da moderna Yangon, conquistou a aprovação da poderosa rainha-mãe Pwa Saw. Foi coroado rei em 30 de maio de 1289. No entanto, o novo "rei" tinha pouco poder além de algumas milhas fora de Pagan. De fato, o Império Pagan havia deixado de existir e cada região do antigo reino tinha seu próprio rei ou pretendentes. Os mongóis não conseguiam manter-se no escaldante vale do Irrawaddy, mas permaneceram no norte em Tagaung. Na Burma central, base natural de poder de Pagan, o poder real estava com os três irmãos que controlavam o principal celeiro do distrito de Kyaukse a partir de sua base fortificada de Myinsaing. Kyawswa não teve escolha senão reconhecer os irmãos como senhores do distrito de Kyaukse. Em 19 de fevereiro de 1293 (12º dia crescente de Tabaung 654 ME), o rei nominal nomeou o irmão mais velho Athinkhaya como vice-rei de Myinsaing, o segundo rmão Yazathingyan como vice-rei de Mekkara e o irmão mais novo Thihathu como vice-rei de Pinle. Embora os territórios fossem muito pequenos, foi o título de vice-rei que atraiu os irmãos.

### Vassalo mongol (1297)
Com os três irmãos agindo cada vez mais como reisoberanos, Kyawswa enviou seu filho Theingapati aos mongóis em Tagaung e pediu reconhecimento como seu rei vassalo em janeiro de 1297. Recebeu o reconhecimento oficial e um título chinês em 20 de março de 1297. Em dezembro, os irmãos convidaram o agora rei fantoche para Myinsaing, sua fortaleza, para participar da ridedicação de um mosteiro construído por eles. O rei, coo dos mongóis, sentia-se seguro e foi para Myinsaing. Mas assim que a cerimônia terminou, foi preso, destronado e forçado a tornar-se monge no próprio mosteiro que acabara de dedicar.

## Consequências
Após depor Kyawswa, os irmãos prosseguiram para fundar o Reino de Myinsaing que cobria a Burma central ao longo do alto vale do Irrawaddy. Saw Hnit, um filho de Kyawswa, foi eleito rei pela rainha-mãe Pwa Saw, mas logo se tornou governador sob a autoridade de Myinsaing. Os mongóis descobriram a deposição de Kyawswa apenas seis meses depois, em junho/julho de 1298. Os irmãos executaram Kyawswa em 10 de maio de 1299. Outro dos filhos de Kyawswa, Kumara Kassapa, escapou para a China para buscar ajuda em setembro de 1299. O imperador mongol declarou Kumara Kassapa rei da Burma em 22 de junho de 1300 e enviou um exército. Um exército mongol de 12 000 homens invadiu a Burma central em janeiro de 1301, alcançando o forte Male, ao norte da atual Mandalay, em 15 de janeiro de 1301, e chegando a Myinsaing em 25 de janeiro de 1301. As defesas de Myinsaing resistiram. O exército atacante foi persuadido a recuar mediante subornos, e a retirada começou em 6 de abril de 1301. Em 4 de abril de 1303, os mongóis aboliram a província de Chiang-Mien baseada em Tagaung e retiraram-se completamente do norte da Burma.